# Cultura de Hallstatt

Mapa físico de la extensión de la cultura de Hallstatt

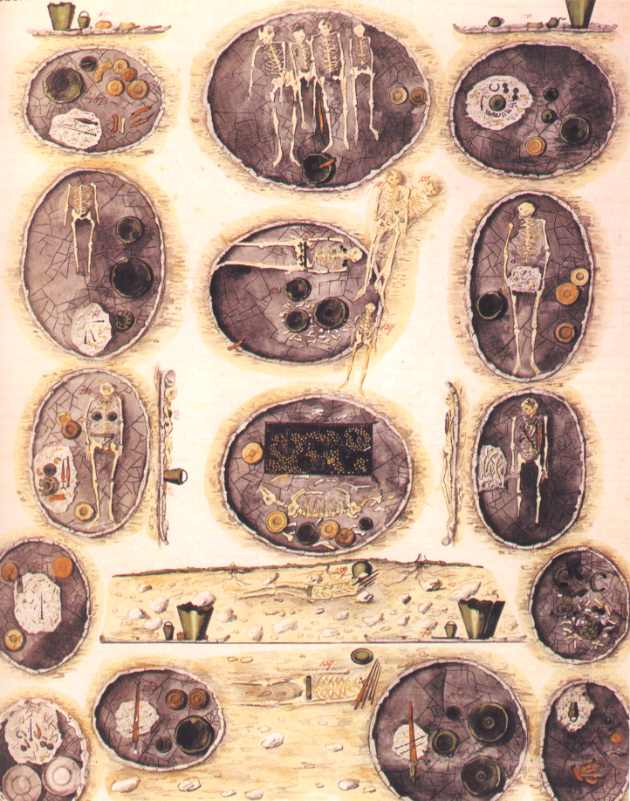
Representación de las tumbas del cementerio de Hallstatt

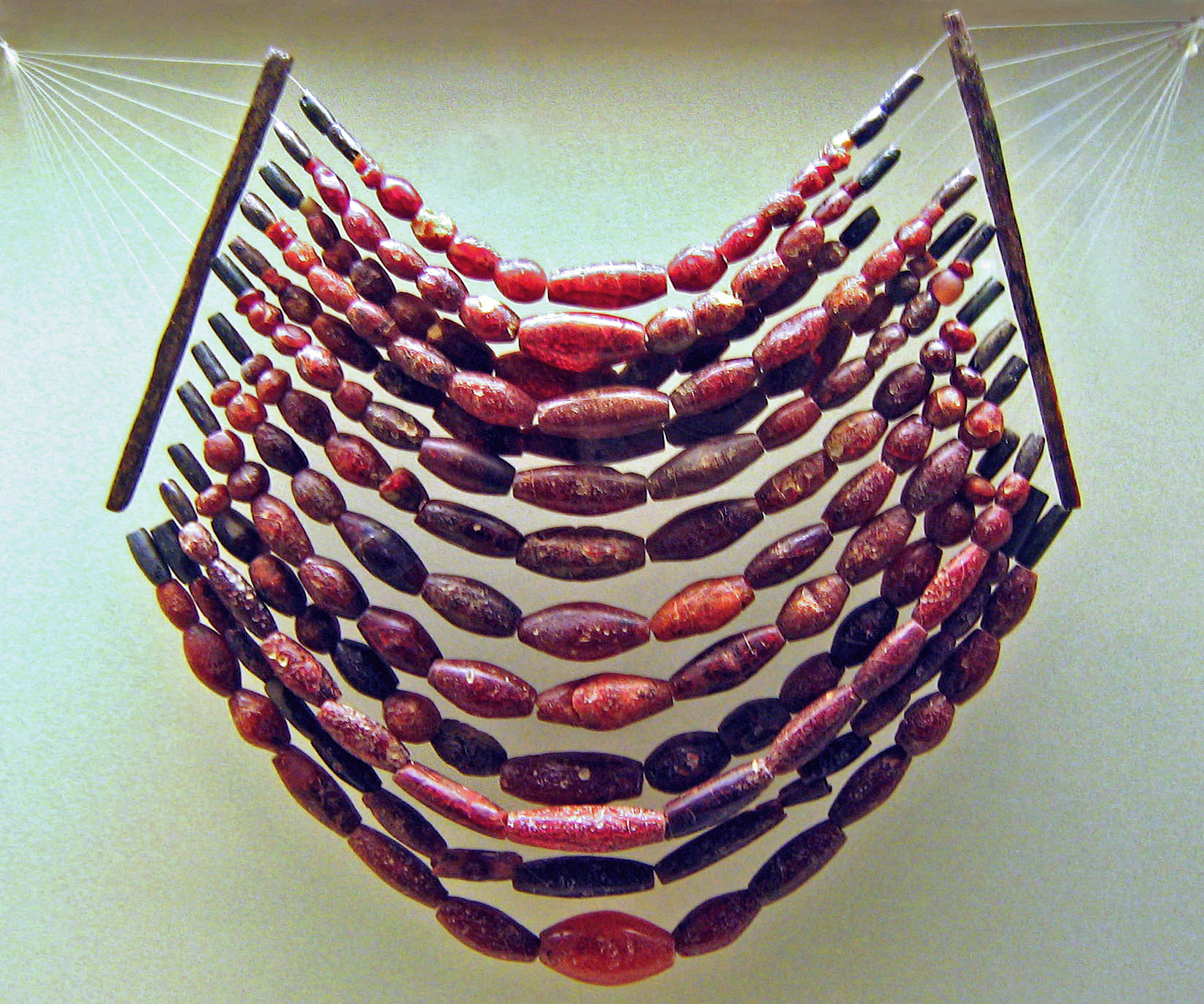
Collar de ámbar, perteneciente a la cultura de Hallstatt

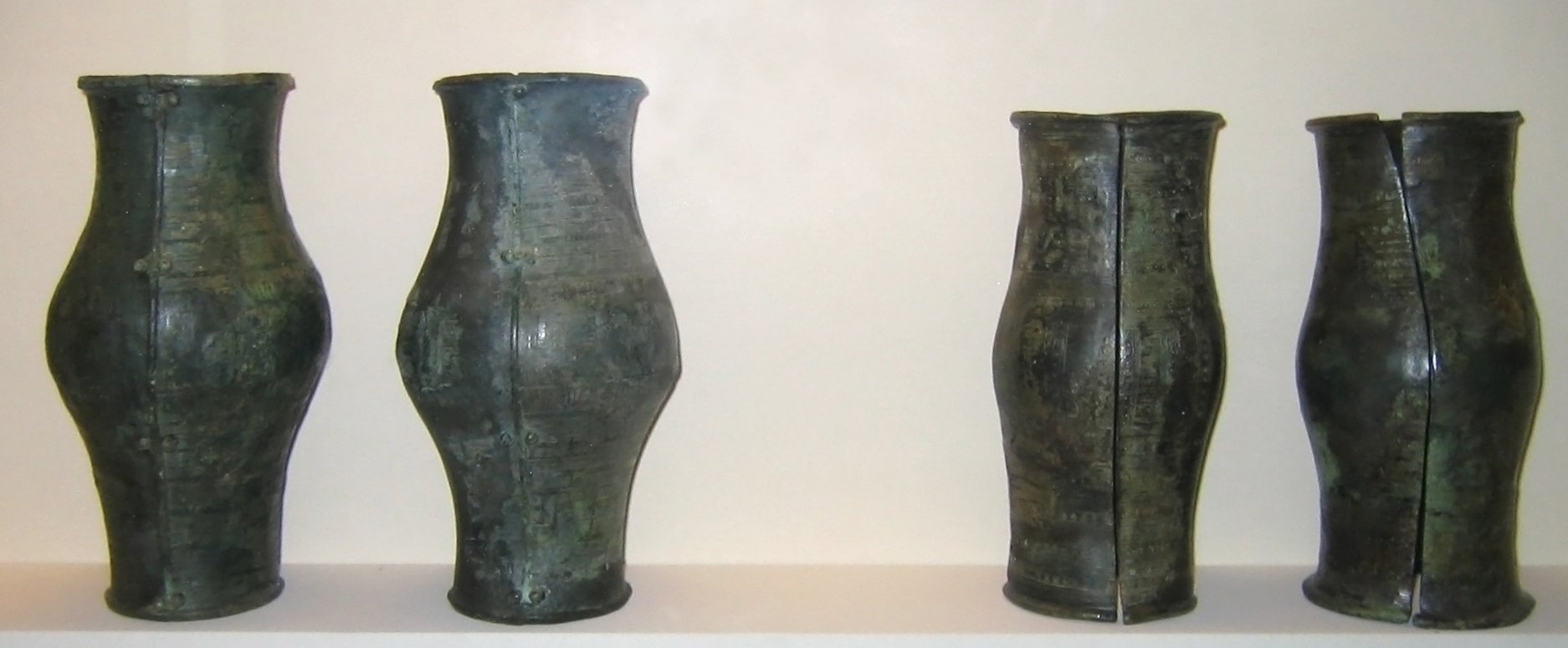
Brazaletes pertenecientes a la cultura de Hallstatt

La cultura de Hallstatt es una cultura arqueológica perteneciente al Bronce final y la Edad del Hierro. Fue Paul Reinecke quien primero asimiló el yacimiento de Hallstatt con los campos de urnas, creando una periodización que actualizó posteriormente Müller-Karpe. Así, Hallstatt formó parte de los campos de urnas y, a su vez, fue heredera de estos, manteniendo una clara continuidad, sin rupturas. Sin embargo, también recibió influencias diferenciadoras gracias a sus contactos con el norte de Italia (Golasecca), con colonos mediterráneos a través del Adriático y también de los pueblos de las estepas de la Europa Oriental.
Fue una cultura de transición entre la Edad del Bronce y la del Hierro, extendiéndose principalmente por la Europa Central, Francia y los Balcanes. Se suelen distinguir dos grandes etapas (de un total de cuatro):
- Hallstatt A y B (1200-750 a. C.), correspondiente al Bronce Final de los campos de urnas.[1]
- Hallstatt C y D (750-450 a. C.), consolidada como la Primera Edad del Hierro, aunque la C sigue perteneciendo a los campos de urnas.[1]

Esta última fase (Fase D) enlaza con el periodo de La Tène (480-50 a. C.) o Segunda Edad del Hierro.
El nombre de esta cultura es debido a la Necrópolis de Hallstatt, situada en la localidad de Hallstatt, en Austria, cerca de Salzburgo, donde se han encontrado cerca de 2000 tumbas y más de 6000 objetos. El primero en darle esta nomenclatura fue Hans Hildebrand, y sus siguientes divisiones fueron establecidas primero por Otto Tischler y posteriormente, la que se utiliza en la actualidad, por Reinecke.
El uso del hierro al principio es minoritario. Sin embargo, a partir del VII a. C. se generaliza su uso poco a poco, al igual que su comercialización.
Muchos de sus asentamientos estaban fortificados y dominados por una clase social de guerreros que formaban una especie de aristocracia. Gracias al uso del hierro en vez del bronce obtenían un armamento superior.
Hay cerámicas excisas, pintadas y grafitadas, a veces con incrustaciones, mientras que, en las espadas, hay pomos incrustados en hueso, marfil o ámbar.
Esta cultura mantiene contactos con el Mediterráneo y con las estepas del este europeo. Persiste el comercio del ámbar y del estaño en los intercambios con el mundo mediterráneo.
Con respecto al rito funerario, en los períodos iniciales se impuso la incineración y deposición en una urna, pero a partir de Hallstatt C se produjo un aumento de las inhumaciones, que ya en Hallstatt D fueron predominantes. Hay claras diferencias en las tumbas, por su ajuar y por su estructuras. Los ricos preferían ser depositados en cámaras de madera, bajo túmulo.
En España, una de las muestras del paso de esta cultura se encuentra en Carrascosa del Campo, en la Necrópolis Celtibérica de Las Madrigueras, importante ya que fueron los primeros vestigios encontrados de esta cultura en la península ibérica. Se encontraron diversos tipos de urnas funerarias, lo que demuestra que población de esta cultura habitó en el centro peninsular.
Muchos arqueólogos consideran que tanto por el período histórico como por la coincidencia en el espacio con los primeros pueblos documentados, muy posiblemente la mayor parte de los pueblos que compartían la cultura de Hallstatt habrían hablado una lengua cercana al idioma protocelta.